# Бруно де Кейзер
Бруно́ де Кейзе́р (фр. Bruno de Keyzer; нар. 11 серпня 1949, Ментенон, Ер і Луар, Франція — пом. 25 червня 2019) — французький кінооператор.

## Біографія
У 1971 році Бруно де Кейзер служив в армії в Марокко. У 1973 році почав кар'єру в кінематографі. Працював асистентом у Свена Нюквіста на фільмах Луї Малля «Чорний місяць» і Романа Полянського «Мешканець», у Паскуаліно Де Сантіса на фільмі Робера Брессона «Ймовірно, диявол». Знімав комерційні рекламні ролики та музичні кліпи (зокрема для Маріанни Фейтфулл та Сержа Генсбура).
З 1982 року Бруно де Кайзер працює як головний оператор. Співпрацював з низкою відомих режисерів у Франції та за кордоном, зокрема з Бертраном Таверньє, Фолькером Шльондорфом, Джеррі Шварцбергом та ін., знявши понад 40 фільмів. У 1985 році за операторську майстерність у фільму Бертрана Таверьнє «Неділя за містом» був візначений французькою національною кінопремією «Сезар».
Де Кайзер викладає в кіношколі La Femis.

## Фільмографія
- 1982 : Обличчя зі шрамом / Scarface (т/ф к/м)
- 1984 : Неділя за містом / Un dimanche à la campagne
- 1984 : Спогади, спогади / Souvenirs souvenirs
- 1985 : Підпис Шарлотти / Signé Charlotte
- 1986 : Близько півночі / Round Midnight
- 1986 : Убивства на вулиці Морг / The Murders in the Rue Morgue (т/ф)
- 1987 : Пристрасті за Беатріс / La passion Béatrice
- 1987 : Крихітка Дорріт / Little Dorrit (т/ф)
- 1987 : Саксофон / Saxo
- 1989 : Возз'єднання / Reunion
- 1989 : Життя і більше нічого / La vie et rien d'autre
- 1990 : Ласнер / Lacenaire
- 1991 : Наречена грудня / December Bride
- 1991 : Експромт / Impromptu
- 1991 : Боязнь темряви / Afraid of the Dark
- 1992 : Макс і Єремія / Max & Jeremie
- 1992 : Станційний доглядач / The Railway Station Man (т/ф)
- 1992 : Подвійний зір / Double Vision (т/ф)
- 1994 : Війна ґудзиків / War of the Buttons
- 1994 : Цариця ночі / La reina de la noche
- 1995 : Усі люди смертні / All Men Are Mortal
- 1996 : Північна зірка / North Star
- 1996 : Лісовий цар / Der Unhold
- 1996 : Перемога / Victory
- 1997 : Моджо / Mojo
- 1997 : П'ята провінція / The Fifth Province
- 1998 : Комміссар / The Commissioner
- 1998 : Клон / Le clone
- 1999 : Зйомки минулого / Shooting the Past (т/ф)
- 1999 : Колеги / Les collègues
- 1999 : Я не винен / C'est pas ma faute!
- 2000 : Про Адама / About Adam
- 2000 : День, коли повернулися конячки / The Day the Ponies Come Back
- 2001 : Я хочу їсти / J'ai faim!!!
- 2005 : Перш ніж забути / Avant l'oubli
- 2005 : Зайна, завойовник Атлаських гір / Zaïna, cavalière de l'Atlas
- 2006 : Європейці / Les Européens
- 2007 : Дуже добре, дякую / Très bien, merci
- 2008 : Тривога / Alarm
- 2009 : В електричному тумані / In the Electric Mist
- 2010 : Принцеса де Монпансьє / La princesse de Montpensier

## Визнання
| Рік                                  | Категорія                    | Номінант              | Результат |
| ------------------------------------ | ---------------------------- | --------------------- | --------- |
| Премія «Сезар»                       |                              |                       |           |
| 1985                                 | Найкраща операторська робота | Неділя за містом      | Перемога  |
| 1990                                 | Найкраща операторська робота | Життя і більше нічого | Номінація |
| 2011                                 | Найкраща операторська робота | Принцеса де Монпансьє | Номінація |
| Асоціація кінокритиків Лос-Анджелеса |                              |                       |           |
| 1986                                 | Найкращий оператор           | Близько півночі       | 2-е місце |